# Esther Handali
Esther Handali (Costantinopoli, ... – Costantinopoli, 19 dicembre 1588) è stata una donna d'affari ebreo-ottomana,   nonché kira (intermediaria) di Nurbanu Sultan, moglie del sultano ottomano Selim II e madre di Murad III.

## Biografia
Esther Handali era un'ebrea sefardita la cui famiglia era originaria di Jerez de la Frontera, in Spagna. La sua famiglia si trasferì a Costantinopoli dopo l'editto di espulsione degli ebrei da parte dei sovrani spagnoli Ferdinando e Isabella di Spagna.
Esther era sposata con Eliya Handali, mercante ebreo che riforniva l'harem imperiale di articoli di lusso, da cui ebbe tre figli. Dal momento che l'entrata all'harem era vietata agli uomini, sua moglie lavorò come intermediaria fra il marito e le concubine, diventando una Kira. Una volta rimasta vedova, continuò in proprio l'attività del marito.
A causa della presenza in contemporanea di diverse Kira non identificate per nome è difficile stabilire con precisione quando iniziò la sua carriera. Si stima che lavorasse per le donne dell'harem ottomano almeno dal 1556, durante il regno di Solimano il Magnifico, e che abbia lavorato prima insieme a Strongilah e poi a Esperanza Malchi. È quindi probabile che abbia iniziato servendo Hürrem Sultan e Mihrimah Sultan, rispettivamente moglie e figlia del sultano.
Il salto di carriera di verificò nel 1566, quando Selim II salì al trono e Esther divenne Kira della sua favorita, Haseki e poi moglie legale Nurbanu Sultan, madre di Murad III.
Sotto Nurbanu, Esther divenne una vera e propria personalità, ottenendo influenza, ricchezze e compiti importanti, agendo come segretaria, spia e agente finanziario.
Il suo potere crebbe ancora quando nel 1574 Nurbanu divenne Valide Sultan (sultana madre) di Murad III. In questo nuovo ruolo, Esther si occupò della corrispondenza fra Nurbanu e Caterina de' Medici e fece da intermediaria fra la sultana, di dichiarare origini veneziane, e la Serenissima Repubblica di Venezia, influenzando la politica già filo-veneziana di Nurbanu. Dopo la morte di questa nel 1583, continuò a lavorare come agente filo-veneziana per Safiye Sultan, nuova Valide Sultan, affiancata dalle spie veneziane Beatrice Michiel e Chirana e contrastata dalla Kira Esperanza Malchi.
Come ricompensa per il suo operato nel 1587 la Repubblica di Venezia concesse a Esther il diritto di organizzare una lotteria, diritto mai concesso a uno straniero.
Esther morì a Costantinopoli il 19 dicembre 1588.

## Beneficenza
Esther divenne anche nota come una benefattrice della comunità ebraica di Costantinopoli. Mise parte della sua ricchezza a disposizione di vedove e orfani e fu particolarmente attiva nell'aiutare le vittime dell'incendio di Costantinopoli del 1569.